# 半田畔
半田 畔（はんだ ほとり、1993年 - ）は、日本の小説家。神奈川県逗子市出身。

## 経歴・人物
高校時代は部活動でゴルフを嗜んでいたが、全国大会での敗北を機に、インドア生活に転向した。
2015年、投稿作「風見夜子の死体見聞」で第三回富士見ラノベ文芸大賞《金賞》を受賞し、2016年に同作でデビューした。同年の一迅社文庫大賞では、「海のユーユ」で《箕崎・七月賞》を受賞し、翌年に同作を改題した『人魚に嘘はつけない』を刊行している。
2021年からはシェアハウスでの生活を送っている。

## 作品リスト

### 単行本
- 風見夜子の死体見聞（富士見L文庫、2016年6月11日、ISBN 978-4-04-070986-4）
- 人魚に嘘はつけない（一迅社、2017年7月31日、ISBN 978-4-7580-4968-9）[1]
- とどけるひと――別れの手紙の郵便屋さん―― （富士見L文庫、2017年8月12日、ISBN 978-4-04-072399-0）
- きみを忘れないための5つの思い出（集英社オレンジ文庫、2018年2月20日、ISBN 978-4-08-680179-9）
- 吉祥寺のパン兄弟 祖母が遺した焼き立てバタール（富士見L文庫、2018年5月15日、ISBN 978-4-04-072744-8）
- ふたり住まい 親友の息子をやしなっています（一迅社 メゾン文庫、2018年10月10日、ISBN 978-4-7580-9111-4）
- 怪異探偵の喰加味さんは悪意しか食べない（富士見L文庫、2019年4月15日、ISBN 978-4-04-073126-1）
- 群青ロードショー（集英社オレンジ文庫、2019年5月17日、ISBN 978-4-08-680256-7）
- 科学オタクと霊感女 -成仏までの方程式-（LINE文庫、2019年10月4日、ISBN 978-4-908588-92-1）
- さよなら、君の贖罪（集英社オレンジ文庫、2020年5月20日、ISBN 978-4-08-680321-2）
- ひまりの一打（集英社文庫、2021年2月19日、ISBN 978-4-08-744216-8）
- マーディスト ―死刑囚・風見多鶴―（角川スニーカー文庫、2021年12月24日・2022年2月1日、ISBN 978-4-04-112228-0〈上〉・ISBN 978-4-04-112229-7〈下〉）
- サマータイムレンダ2026 小説家・南雲竜之介の異聞百景（ジャンプ ジェイ ブックス、2022年10月4日、ISBN 978-4087035247）
- 幼馴染は、にゃあと鳴いてスカートのなか（角川スニーカー文庫、2024年6月28日、ISBN 978-4-04-114917-1）
- 執事の本棚は騒がしい 風見七士と数奇な図書館（富士見L文庫、2024年8月9日、ISBN 978-4-04-075539-7）

### アンソロジー収録作品
- 「修羅場のエレベーター」 - 『5分で読める胸キュンなラストの物語』（集英社JUMP j BOOKS、2021年4月）収録
- 「グッド・ローカス」 - 『非接触の恋愛事情』（集英社文庫、2021年12月）収録

### 脚本
- ボイスノベル『木更津さんの15秒』（peep、2019年8月）[6]
- シネマ小説『影菱日向の二重恋愛』（peep、2019年8月）[7]
- シネマコンテンツ『絶対服従-ヒプノシスドロップ-』（peep、2020年4月）[8]